# 電照菊

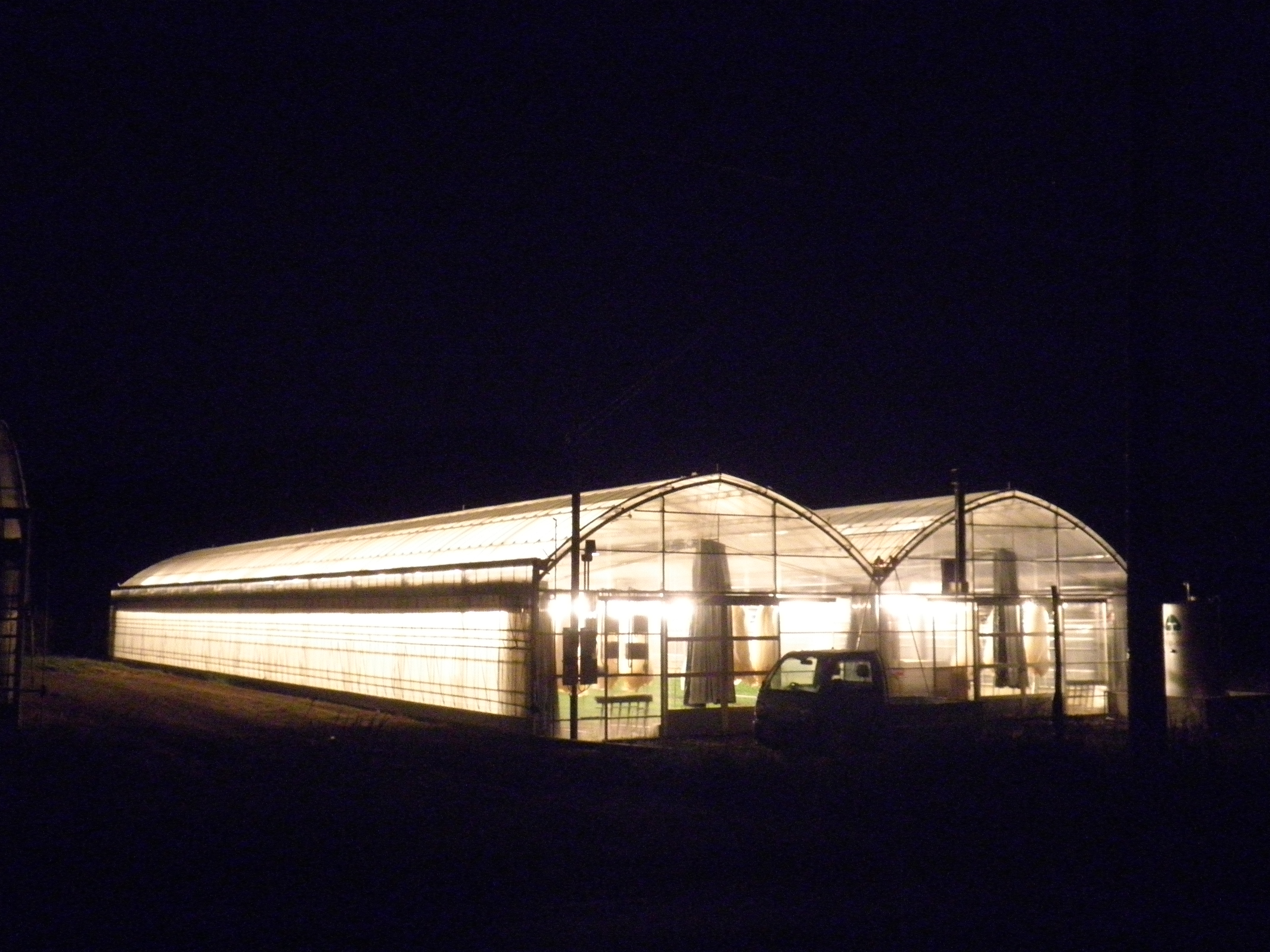
夜間溫室

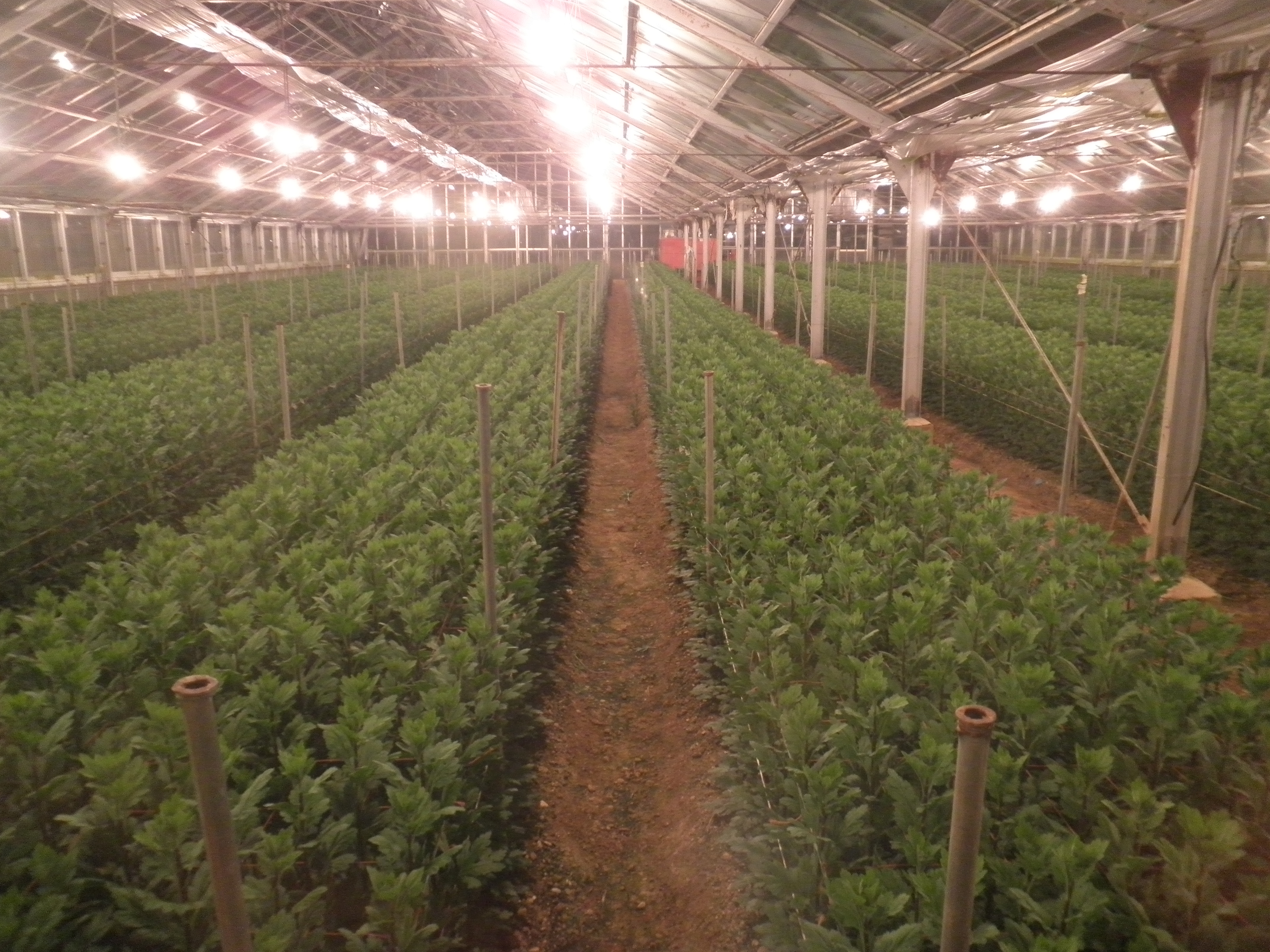
溫室内部

電照菊是菊花的一種栽培方法，使菊花延遲開花。

## 栽培方法
- 5月至8月期間秋季菊花形成花蕾（第二天下午十點至二點）使用溫室以照明菊花，以免形成花蕾。9月以後，不要照亮，照常做同樣的耕種。這將延遲開花時間幾個月，開花和運輸從1月到3月。

- 最近通過改進技術，以這種方式種植夏季菊花和秋菊，可以將花期延長九個月。此外，通過使用通過用溫室黑網覆蓋來遮蔽陽光的方法，可以在各種時間開花和運輸各種菊花。

- 照明白熾燈泡是主流。近年來，從節能和全球變暖的預防來看，節能照明已經開發並投入實際使用。例如，熒光燈球，發光二極管等也被使用。